# تپه شلمبوزار
تپه شلمبوزار مربوط به دوره ساسانیان - سده‌های ۲تا ۵ ه.ق است و در شهرستان بهبهان، بخش مرکزی، دهستان حومه، ۴ کیلومتری غرب روستای امام رضا واقع شده و این اثر در تاریخ ۱ مرداد ۱۳۸۶ با شمارهٔ ثبت ۱۹۲۵۸ به‌عنوان یکی از آثار ملی ایران به ثبت رسیده است.